# Aldo Galli
Aldo Galli (Como, 10 novembre 1906 – Lugano, 6 marzo 1981) è stato un pittore e decoratore italiano, membro del gruppo storico degli astrattisti comaschi.

## Biografia
Studia pittura e incisione a Brera, tornando a Como nel 1932 dove entra in contatto con il gruppo di artisti riunitosi attorno all'architetto razionalista Giuseppe Terragni e agli astrattisti Manlio Rho e Mario Radice.
Certamente influenzato dai capiscuola per quanto riguarda le esperienze pittoriche, peraltro realizzate con grande maestria, Galli si distingue da Rho e Radice per la sua capacità di trasportare il puro schematismo razionalista nell'ambito della scultura e nell'incisione.
Le sue opere sono ritenute pressoché unanimemente dalla critica come fra le più significative delle prime esperienze di arte astratta in Italia. Di Galli si conoscono opere realizzate con i più diversi materiali: carte, tele, ma anche sculture in alluminio e persino vetrate.
I suoi lavori sono custoditi in numerosi musei ed importanti raccolte private: una grande scultura fa parte del fondo delle collezioni di arte moderna del Comune di Milano. Il suo archivio è attualmente custodito nella Biblioteca di Como.
L'Accademia di Belle Arti di Como è intitolata al suo nome. 
La sua produzione artistica, benché molto variata nei materiali, è stata piuttosto ridotta in numero a causa della cura e della minuziosità che metteva nella realizzazione dei suoi lavori, pertanto non è semplice trovare sue opere sul mercato. Gallerie di riferimento possono essere considerate la Galleria Blu di Milano o le Gallerie Lietti e Caldarelli di Como.

## Aldo Galli nei musei
- Pinacoteca di palazzo Volpi di Como